# Суммирующая функция делителей
Суммирующая функция делителей в теории чисел — функция, являющаяся суммой функции делителей.
Функция часто используется для исследования асимптотического поведения дзета-функции Римана. Различные исследования асимптотического поведения функции делителей иногда называют проблемами делителей.

## Определение
Суммирующая функция делителей определяется как
{\displaystyle D(x)=\sum _{n\leq x}d(n)=\sum _{j,k \atop jk\leq x}1},
где {\displaystyle d(n)=\sigma _{0}(n)=\sum _{jk=n}1} — функция делителей. Функция делителей считает число способов представить целое число {\displaystyle n} в виде произведения двух целых чисел.
В более общем виде можно определить
{\displaystyle D_{k}(x)=\sum _{n\leq x}d_{k}(n)=\sum _{mn\leq x}d_{k-1}(n)},
где {\displaystyle d_{k}(n)} определяет число путей представления числа {\displaystyle n} в виде произведения {\displaystyle k} чисел. Это число может быть представлено визуально как число узлов решетки, ограниченных гиперболической поверхностью в {\displaystyle k} измерениях. 
Тогда, при {\displaystyle k=2}, {\displaystyle D(x)=D_{2}(x)} представляет число точек квадратной решетки, ограниченных осями координат и гиперболой {\displaystyle jk=x}. Используя метод гиперболы Дирихле, мы можем получить тогда
{\displaystyle D(x)=2\cdot \sum _{k=1}^{\sqrt {x}}\left\lfloor {\frac {x}{k}}\right\rfloor -\left\lfloor {\sqrt {x}}\right\rfloor ^{2},}
Если в этом контексте гиперболу заменить окружностью, получится задача вычисления похожей функции, которая известна как проблема круга Гаусса.

## Проблема делителей Дирихле
Нахождение законченного выражения для этой суммы выглядит невозможным, но можно дать аппроксимацию, которую несложно найти. Дирихле показал, что
{\displaystyle D(x)=x\log x+x(2\gamma -1)+\Delta (x)\ },
где {\displaystyle \gamma } — постоянная Эйлера — Маскерони, а неасимптотическая составляющая равна
{\displaystyle \Delta (x)={\mathcal {O}}\left({\sqrt {x}}\right).}
Точная формулировка проблемы делителей Дирихле состоит в нахождении нижней грани всех значений {\displaystyle \theta }, для которых
{\displaystyle \Delta (x)={\mathcal {O}}\left(x^{\theta +\epsilon }\right)}
выполняется для любого {\displaystyle \epsilon >0}. К 2006 году проблема оставалась нерешённой.
Секция F1 нерешённых проблем в теории чисел даёт обзор, что известно и что остается неизвестным о проблеме делителей Дирихле и проблеме круга Гаусса.
- В 1904 году Вороной доказал, что оценка отклонения может быть улучшена до {\displaystyle {\mathcal {O}}(x^{1/3}\log x)}[2].
- В 1916 году Харди показал, что {\displaystyle \inf \theta \geq 1/4}. В частности, он продемонстрировал, что для некоторой постоянной {\displaystyle K}, существуют такие x, что {\displaystyle \Delta (x)>Kx^{1/4}} и такие x, что {\displaystyle \Delta (x)<-Kx^{1/4}}[3].
- В 1922 году Йоханнес ван дер Корпут улучшил оценку Дирихле до {\displaystyle \inf \theta \leq 33/100.}
- В 1928 году Йоханнес ван дер Корпут доказал, что {\displaystyle \inf \theta \leq 27/82.}
- В 1950 году Чи Цун-тао (Chih Tsung-tao) и, независимо, в 1953 году Ричерт (H. E. Richert) доказали, что {\displaystyle \inf \theta \leq 15/46.}
- В 1969 году Григорий Колесник показал, что {\displaystyle \inf \theta \leq 12/37}
- В 1973 году Григорий Колесник показал, что {\displaystyle \inf \theta \leq 346/1067}.
- В 1982 году Григорий Колесник показал, что {\displaystyle \inf \theta \leq 35/108}.
- В 1988 году Г. Иванец и Модзоки (C. J. Mozzochi) доказали, что {\displaystyle \inf \theta \leq 7/22}[4].
- В 2003 году Мартин Хаксли улучшил оценку показав, что {\displaystyle \inf \theta \leq 131/416}[5].

Таким образом, истинное значение {\displaystyle \inf \theta } лежит где-то между 1/4 и 131/416 (примерно 0,3149).
Широко распространена гипотеза, что значение равно в точности 1/4.
Прямые вычисления {\displaystyle \Delta (x)} приводят к этой гипотезе, поскольку {\displaystyle \Delta (x)/x^{1/4}} оказывается почти нормальным распределением с дисперсией 1 для x вплоть до 1016.

## Обобщенная проблема делителей
В обобщённом случае
{\displaystyle D_{k}(x)=xP_{k}(\log x)+\Delta _{k}(x)}
где {\displaystyle P_{k}} — многочлен степени {\displaystyle k-1}.
Используя простые оценки можно показать, что
{\displaystyle \Delta _{k}(x)={\mathcal {O}}\left(x^{1-1/k}\log ^{k-2}x\right)}
для целых {\displaystyle k\geq 2}. Как и в случае {\displaystyle k=2}, нижняя граница неизвестна.
Если обозначить через {\displaystyle \theta _{k}} минимальное значение, для которого выполняется
{\displaystyle \Delta _{k}(x)={\mathcal {O}}\left(x^{\theta _{k}+\varepsilon }\right)}
для любого {\displaystyle \varepsilon >0}, то известны следующие результаты:
- Вороной и Ландау: {\displaystyle \theta _{k}\leq {\frac {k-1}{k+1}}} для {\displaystyle k=2,3,\ldots }
- Харди и Литтлвуд: {\displaystyle \theta _{k}\leq {\frac {k-1}{k+2}}} для {\displaystyle k=4,5,\ldots }
- Харди показал, что {\displaystyle \theta _{k}\geq {\frac {k-1}{2k}}} для {\displaystyle k=2,3,\ldots }
- Титчмарш предположил, что {\displaystyle \theta _{k}={\frac {k-1}{2k}}}.

## Преобразование Меллина
Оба члена можно выразить через преобразование Меллина:
{\displaystyle D(x)={\frac {1}{2\pi i}}\int _{c-i\infty }^{c+i\infty }\zeta ^{2}(w){\frac {x^{w}}{w}}\,dw}
для {\displaystyle c>1}. Здесь, {\displaystyle \zeta (s)} — дзета-функции Римана.
Подобным же образом
{\displaystyle \Delta (x)={\frac {1}{2\pi i}}\int _{c^{\prime }-i\infty }^{c^{\prime }+i\infty }\zeta ^{2}(w){\frac {x^{w}}{w}}\,dw}
с {\displaystyle 0<c^{\prime }<1}.
Асимптотический член {\displaystyle D(x)} получается сдвигом контура за двойную особую точку {\displaystyle w=1}: асимптотический член — это просто вычет (по интегральной формуле Коши).
В общем случае
{\displaystyle D_{k}(x)={\frac {1}{2\pi i}}\int _{c-i\infty }^{c+i\infty }\zeta ^{k}(w){\frac {x^{w}}{w}}\,dw}
и то же самое для {\displaystyle \Delta _{k}(x)}, for {\displaystyle k\geq 2}.